# Thomas Sabo Ice Tigers
Thomas Sabo Ice Tigers, är en tysk ishockeyklubb från Nürnberg i Tyskland. Ice Tigers spelar i Deutsche Eishockey Liga. De spelar sina hemmamatcher i Arena Nürnberger Versicherung. Laget grundades 1980 som EHC 80 Nürnberg och bytte 1995 namn till Nürnberg Ice Tigers. Inför säsongen 2006-07 bytte laget igen namn, denna gången till Sinupret Ice Tigers. Namnet Sinupret kommer från en produkt som lagets sponsor Bionorica AG tillverkar. Sponsorn köpte namnrättigheterna i ett tioårsavtal. 2009 blev det återigen ett byte av lagnamn och den här gången till vad majoritetsägaren heter, Thomas Sabo Ice Tigers.
Ice Tigers har aldrig blivit tyska mästare, men har varit i final två gånger, 1999 och 2007. De har också blivit etta i gruppspelet i DEL två gånger, säsongerna 1998/99 och 2007/08.

## Kända spelare
- Roman Turek